# 基兰·梅里利斯
基兰·梅里利斯（英語：Kieran Merrilees，1989年9月12日—），蘇格蘭男子羽毛球運動員。

## 簡歷
2012年9月，基兰·梅里利斯出戰波蘭羽毛球公開賽，在男單決賽以2比0（21-10、21-8）擊敗英格蘭的托比·潘迪，贏得冠軍。
2014年8月，基兰·梅里利斯參加丹麥哥本哈根舉行的世界羽毛球錦標賽，出戰男子單打項目，首圈就以0比2（16-21、17-21）負於泰國的达农沙·森颂汶素出局。
2015年8月，基兰·梅里利斯參加印尼雅加達舉行的世界羽毛球錦標賽，出戰男子單打項目，首圈就以0比2（16-21、15-21）不敵14號種子、丹麥的汉斯-克里斯蒂安·维汀哈斯出局。
2017年8月，梅里利斯參加蘇格蘭格拉斯哥舉行的世界羽毛球錦標賽，出戰男子單打項目，首圈就以0比2（15-21、10-21）不敵7號種子、中國的林丹出局。

## 主要比賽成績
只列出曾進入準決賽的國際賽事成績：
| 年份   | 賽事                   | 公開賽級別 | 項目     | 拍檔            | 成績   |
| ------ | ---------------------- | ---------- | -------- | --------------- | ------ |
| 2009年 | 保加利亞羽毛球國際賽   | 國際挑戰賽 | 男子單打 | －              | 亞軍   |
| 2009年 | 威爾斯羽毛球國際賽     | 國際系列賽 | 男子單打 | －              | 準決賽 |
| 2010年 | 克羅地亞羽毛球國際賽   | 國際系列賽 | 男子單打 | －              | 準決賽 |
| 2010年 | 比利時羽毛球國際賽     | 國際挑戰賽 | 混合雙打 | 克里斯蒂·吉尔莫 | 準決賽 |
| 2011年 | 威爾斯羽毛球國際賽     | 國際系列賽 | 男子單打 | －              | 準決賽 |
| 2012年 | 波蘭羽毛球公開賽       | 國際系列賽 | 男子單打 | －              | 冠軍   |
| 2013年 | 丹麥羽毛球國際賽       | 國際挑戰賽 | 男子單打 | －              | 準決賽 |
| 2014年 | 威爾斯羽毛球國際賽     | 國際挑戰賽 | 男子單打 | －              | 冠軍   |
| 2015年 | 葡萄牙羽毛球國際賽     | 國際系列賽 | 男子單打 | －              | 準決賽 |
| 2015年 | 奧爾良羽毛球國際挑戰賽 | 國際挑戰賽 | 男子單打 | －              | 準決賽 |
| 2015年 | 意大利羽毛球國際賽     | 國際挑戰賽 | 男子單打 | －              | 準決賽 |
| 2016年 | 葡萄牙羽毛球國際賽     | 國際系列賽 | 男子單打 | －              | 準決賽 |
| 2016年 | 荷蘭羽毛球國際賽       | 國際系列賽 | 男子單打 | －              | 亞軍   |
| 2016年 | 斯洛文尼亞羽毛球國際賽 | 國際系列賽 | 男子單打 | －              | 冠軍   |
| 2016年 | 匈牙利羽毛球國際賽     | 國際系列賽 | 男子單打 | －              | 準決賽 |
| 2016年 | 威爾斯羽毛球國際賽     | 國際挑戰賽 | 男子單打 | －              | 亞軍   |

| 2007-2017年 | 首要超級賽 | 超級賽 | 黃金大獎賽 | 大獎賽 | 國際挑戰賽 | 國際系列賽 | 未來系列賽 | 其他 |

| 2018-2026年 | 總決賽 | 超級1000賽 | 超級750賽 | 超級500賽 | 超級300賽 | 超級100賽 | 國際挑戰賽 | 國際系列賽 | 未來系列賽 | 其他 |

### 奧運會和世錦賽參賽紀錄
|          | 2010 | 2011 | 2012 | 2013 | 2014 | 2015 | 2016 | 2017 |
| -------- | ---- | ---- | ---- | ---- | ---- | ---- | ---- | ---- |
| 男子單打 | 64強 | －   | －   | －   | 64強 | 64強 | －   | 64強 |